# Melierax
Melierax este un gen de păsări de pradă din familia Accipitridae.

## Taxonomie
Genul Melierax a fost introdus în 1840 de ornitologul englez George Robert Gray pentru a găzdui Melierax canorus care este, prin urmare, considerată specia tip. Numele genului provine dintr-o combinație de cuvinte din greaca veche, din melos, însemnând „cântec” și hierax, însemnând „șoim”.
Genul conține următoarele specii:
- Melierax metabates
- Melierax canorus
- Melierax poliopterus